# Озіряний Сергій Олександрович
Сергій Олександрович Озіряний (нар. 29 березня 1956, Київ) — український актор театру, кіно та дубляжу. Народний артист України (2004).

## Життєпис
Народився 29 березня 1956 року у Києві в родині службовців.
Навчався у Київському державному інституті театрального мистецтва імені Івана Карпенка-Карого в майстерні народної артистки України Валентини Зимньої.
У 1977 році після закінчення ВНЗ головний режисер Київського театру юного глядача Микола Мерзлікін запросив молодого і здібного актора до театру. Разом із досвідченими та яскравими майстрами дитячого театру Сергій Озіряний упевнено робив свої перші кроки в мистецтві й впродовж 18 років створив ряд цікавих і неповторних образів. Чудовими наставниками були самобутні та визнані майстри своєї справи — актор, режисер Микола Єдлінський і Валерій Пацунов.
У 1995 році головний режисер Національного академічного драматичного театру імені Лесі Українки, народний артист України Михайло Резнікович запросив артиста до театрального колективу.

## Ролі у театрі

### Театр російської драми імені Лесі Українки
- «Ревність» (1995)
- «Банківські службовці…» (1997)
- «Крокодил» (1997)
- «Розвод по російські» (1999)
- «Ревізор» (1999)
- «Маскарадні забавки» (2000)
- «І все це було… І все це буде…» (2001)
- «Шахраї по неволі» (2003)
- «Бізнес. Криза. Любов» (2009)
- «Цинічна комедія» (2012)

## Фільмографія
- «Весь світ в очах твоїх…» (1977)
- «Вечорниці» (1986)
- «Важко бути богом» (1989)
- «Я той хто є…» (1990)
- «Імітатор» (1991)
- «Обережно! Червона ртуть!» (1995)
- «Святе сімейство» (1997)
- «Глухий кут» (1998)
- «Посмішка звіра» (1998)
- «Школа скандалу» (1999)
- «Європейський конвой» (2003)
- «Попіл Фенікса» (2004)
- «Дванадцять стільців» (2004)
- «Опер Крюк» (2006)
- «Диявол з Орлі» (2006)
- «Театр приречених» (2006)
- «Зоряні канікули» (2006)
- «Вітчим» (2007)
- «Справа була на Кубані» (2011)
- «Біла гвардія» (2012)
- «Політ метелика» (2012)
- «Порох і дріб» (2012)
- «Синдром дракону» (2012)
- «Остання роль Рити» (2012)
- «Свати-6» (2012—2013)
- «Пастка» (2013)
- «Криве дзеркало душі» (2013)
- «Що робить твоя дружина?» (2017)
- «Тільки диво» (2019)
- «Кріпосна» (2019)
- «Віражі долі» (2019)

## Дублювання
- Білосніжка та семеро гномів — Тихоня (дубляж студії «Le Doyen»)
- Леді та Волоцюга — Бобер (дубляж студії «Le Doyen»)
- Красуня і чудовисько — Когсворт (дубляж студії «Le Doyen»)
- Історія іграшок 2 — Ал (дубляж студії «Le Doyen»)
- Горбань із Нотр-Даму (2 частини) — Архідиякон (дубляж студії «Le Doyen»)
- Надто крута для тебе — (дубляж студії «Le Doyen»)
- Робін Гуд — (дубляж студії «Le Doyen»)
- Дівчина з тату дракона — (дубляж студії «Le Doyen»)
- Самотній Рейнджер — Хаберман (дубляж студії «Le Doyen»)
- Університет монстрів — (дубляж студії «Le Doyen»)
- Вартові галактики — Гораз (дубляж студії «Le Doyen»)
- Губка Боб: Життя на суші — містер Крабс (дубляж студії «Le Doyen»)
- Народження нації — Ісая (дубляж студії «Le Doyen»)
- Чудова сімка — (дубляж студії «Le Doyen»)
- Пастка — (дубляж студії «Le Doyen»)
- Сімейка монстрів — (дубляж студії «Le Doyen»)
- Темна Вежа — (дубляж студії «Le Doyen»)
- Темні часи — Вінстон Черчіль (дубляж студії «Le Doyen»)
- Губка Боб: Втеча Губки — містер Крабс (дубляж студії «Le Doyen»)
- Подорож до Вифлеєма — Мельхіор (дубляж студії «Le Doyen»)
- Маестро — Крюґер (дубляж студії «Le Doyen»)
- Аватар: Останній захисник — Ґіатсо (дубляж студії «Le Doyen»)
- Лотта з містечка винахідників — Степан (український\російський дубляж студії «Tretyakoff Production»)
- Сенді Щікс: Порятунок Бікіні Ботом — містер Крабс (дубляж студії «Le Doyen»)